# Lufthavnsterminal
En lufthavnsterminal er en bygning i lufthavne der indeholder de faciliteter der skal til for at passagerer kan flyttes fra landstransport til adgangen til om bord- og afstigningen af et fly. 
Indenfor i terminalen har passagererne mulighed for køb af billetter, aflevere bagage, og gå gennem sikkerhedskontrollen. De gange der giver adgang til flyet (via gates) kaldes typisk concourses. Imidlertid bliver udtrykkene "terminal" og "concourse" brugt i flæng, afhængigt af konfigurationen af lufthavnen. 

## Design
På grund af den øgede trafik indenfor passagerflyvninger, blev mange terminaler bygget i 1930'erne og 40'erne, og de blev som oftest bygget i Art deco stil, som var meget populær i arkitektturen på denne tid. Et kendt eksempel på dette, er Houston Municipal Airport Terminal, som er den første terminal beregnet for passagerflyvninger til og fra Houston. Tidligere lufthavnsterminaler havde som oftest direkte adgang ud til flyens standpladser, og passagerene gik enten selv eller blev transporteret med bus hen til flyet. Dette design er stadigvæk udbredt blandt mindre lufthavne, ligesom det kan findes i mange større lufthavne hvor man har specielle busgates. Blandt andet fragtes passagererne i Københavns Lufthavn oftest med bus ud til flyet, når der er udenrigsafgange med mindre flytyper der har standplads et stykke væk fra terminalbygningen, og i Terminal 1 (Indenrigsterminalen) foregår alt adgang til og fra flyene for egen kraft, via direkte adgang fra gates til asfalten på flyens standplads.